# Lin Shih-chia
Lin Shih-chia (Hsinchu, 20 mei 1993) is een Taiwanees voormalig boogschutster.

## Carrière
Lin nam in 2016 deel aan de Olympische Spelen waar ze won in de eerste ronde van Reem Mansour maar verloor in de tweede ronde van Bombayla Devi. In de teamcompetitie werd ze met de Taiwanese ploeg derde. Ze won tweemaal zilver en een keer brons op het wereldkampioenschap. Na het WK in 2017 stopte ze met internationale competitie.

## Erelijst

### Olympische Spelen
Individueel
- 2016: 2e ronde (verloren van Bombayla Devi Laishram met 2-6)

Team
- 2016:  Rio de Janeiro (team)

### Wereldkampioenschap
Individueel
- 2015:  (verloren van Ki Bo-bae met 3-7)

Gemengd
- 2015:  Kopenhagen (gemengd)

Team
- 2017:  Mexico-Stad (team)

### Aziatisch kampioenschap
- 2013:  Taipei (team)

### Universiade
- 2015:  Gwangju (team)

### World Cup
- 2013:  Wrocław (gemengd)
- 2016:  Shanghai (team)
- 2017:  Antalya (individueel)